# Sunrise Beach
Pour les articles homonymes, voir Sunrise Beach (homonymie).
Ne doit pas être confondu avec Sunrise Beach (Alberta).
Sunrise Beach est une localité de la Sunshine Coast du Queensland, en Australie.